# Políedre de Catalan

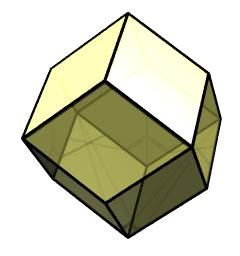
El dodecàedre ròmbic és un dels 13 sòlids de Catalan.

En geometria, un sòlid de Catalan, o sòlid arquimedià dual és un políedre dual d'un sòlid arquimedià. Els sòlids de Catalan prenen el nom en honor del matemàtic belga Eugène Charles Catalan, qui els va descriure per primer cop el 1865.

## Propietats

### Cares uniformes
Tots els sòlids de Catalan són convexos. Com que els sòlids arquimedians tenen els vèrtexs uniformes, i la dualitat intercanvia el paper dels vèrtexs i les cares, els de Catalan tenen les cares uniformes: per a cada parella de cares, hi ha una simetria del sòlid que transforma que trasllada la primera sobre la segona. Per altra banda, com que els sòlids arquimedians no són uniformes respecte de les cares, els de Catalan no ho són respecte dels vèrtexs: de fet hi ha vèrtexs amb diferents plans incidents.
A diferència dels sòlids platònics i dels sòlids arquimedians, les cares dels sòlids de Catalan no són polígons regulars. Tanmateix els polígons que sorgeixen de truncar els vèrtexs són polígons regulars i presenten angles díedres iguals. A més, dos dels sòlids de Catalan, el dodecàedre ròmbic i el triacontàedre ròmbic són uniformes respecte de les arestes.

### Quiralitat
Igual que per als seus duals els sòlids arquimedians, hi ha dos sòlids de Catalan amb quiralitat: l'icositetràedre pentagonal i l'hexacontàedre pentagonal. Són sòlids que no són equivalents a la seva imatge especular.

## Els sòlids
A la taula, els grups de simetria Oh, Ih i Td són respectivament el grup de simetria de l'octaedre, icosaedre i tetraedre. Els grups O i I són respectivament els subgrups d'Oh i Ih formats per les simetries que preserven l'orientació.
| Nom                        | Imatge         | Desenvolupament pla                                 | Dual (sòlids arquimedians) | Cares | Arestes | Vèrtex | Polígons que formen les caes  | Simetria |
| -------------------------- | -------------- | --------------------------------------------------- | -------------------------- | ----- | ------- | ------ | ----------------------------- | -------- |
| Tetràedre triakis          | (Video)        | Desenvolupament pla del tetràedre triakis           | Tetràedre truncat          | 12    | 18      | 8      | Triangle isòsceles V3.6.6     | Td       |
| Dodecàedre ròmbic          | (Video)        | Dodecàedre ròmbic                                   | Cuboctàedre                | 12    | 24      | 14     | Rombe V3.4.3.4                | Oh       |
| Octàedre triakis           | (Video)        | Desenvolupament pla de l'octàedre triakis           | Cub truncat                | 24    | 36      | 14     | Triangle isòsceles V3.8.8     | Oh       |
| Cub tetrakis               | (Video)        | Desenvolupament pla del Cub tetrakis                | Octàedre truncat           | 24    | 36      | 14     | Triangle isòsceles V4.6.6     | Oh       |
| Icositetràedre trapezoïdal | (Video)        | Desenvolupament pla de l'icositetràedre trapezoïdal | Rombicuboctàedre           | 24    | 48      | 26     | Trapezoide V3.4.4.4           | Oh       |
| Octàedre hexakis           | (Video)        | Desenvolupament pla de l'octàedre hexaquis          | Cuboctàedre truncat        | 48    | 72      | 26     | Triangle escalè V4.6.8        | Oh       |
| Icositetràedre pentagonal  | (Video)(Video) | Desenvolupament pla de l'icositetràedre pentagonal  | Cub xato                   | 24    | 60      | 38     | Pentàgon irregular V3.3.3.3.4 | O        |
| Triacontàedre ròmbic       | (Video)        | Desenvolupament pla del triacontàedre ròmbic        | Icosidodecàedre            | 30    | 60      | 32     | Rombe V3.5.3.5                | Ih       |
| Icosàedre triakis          | (Video)        | Desenvolupament pla de l'icosàedre triakis          | Dodecàedre truncat         | 60    | 90      | 32     | Triangle isòsceles V3.10.10   | Ih       |
| Dodecàedre pentakis        | (Video)        | Desenvolupament pla del dodecàedre pentakis         | Icosàedre truncat          | 60    | 90      | 32     | Triangle isòsceles V5.6.6     | Ih       |
| Hexacontàedre trapezoïdal  | (Video)        | Desenvolupament pla de l'hexacontàedre trapezoïdal  | Rombicosidodecàedre        | 60    | 120     | 62     | Pentàgon irregular V3.4.5.4   | Ih       |
| Icosàedre hexakis          | (Video)        | Desenvolupament pla de l'icosàedre hexakis          | Icosidodecàedre truncat    | 120   | 180     | 62     | Triangle escalè V4.6.10       | Ih       |
| Hexacontàedre pentagonal   | (Video)(Video) | Desenvolupament pla de l'hexacontàedre pentagonal   | Dodecàedre xato            | 60    | 150     | 92     | Pentàgon irregular V3.3.3.3.5 | I        |